# Шляхтинці

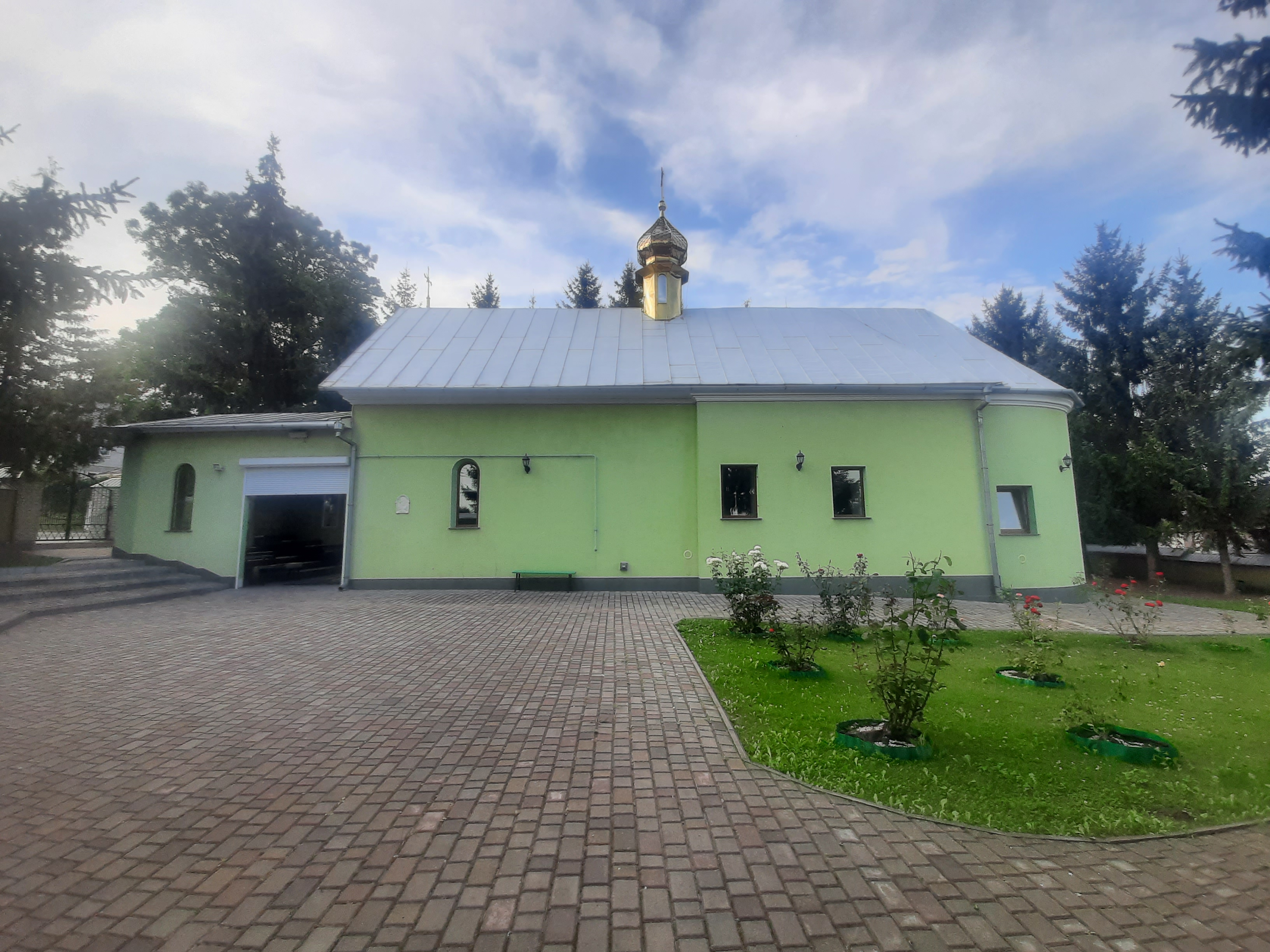
Церква Пресвятої Трійці

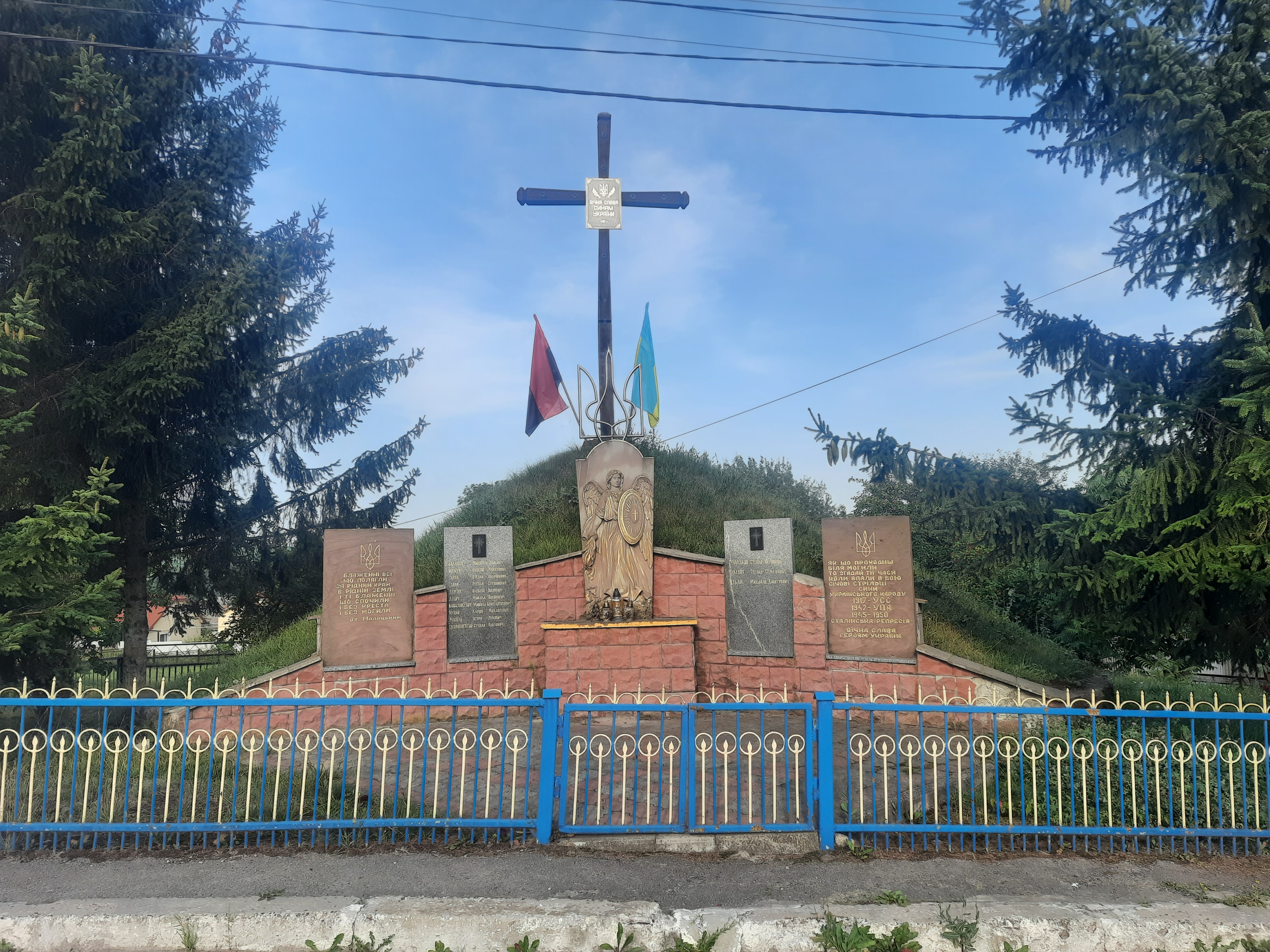
Символічна могила Борцям за волю України

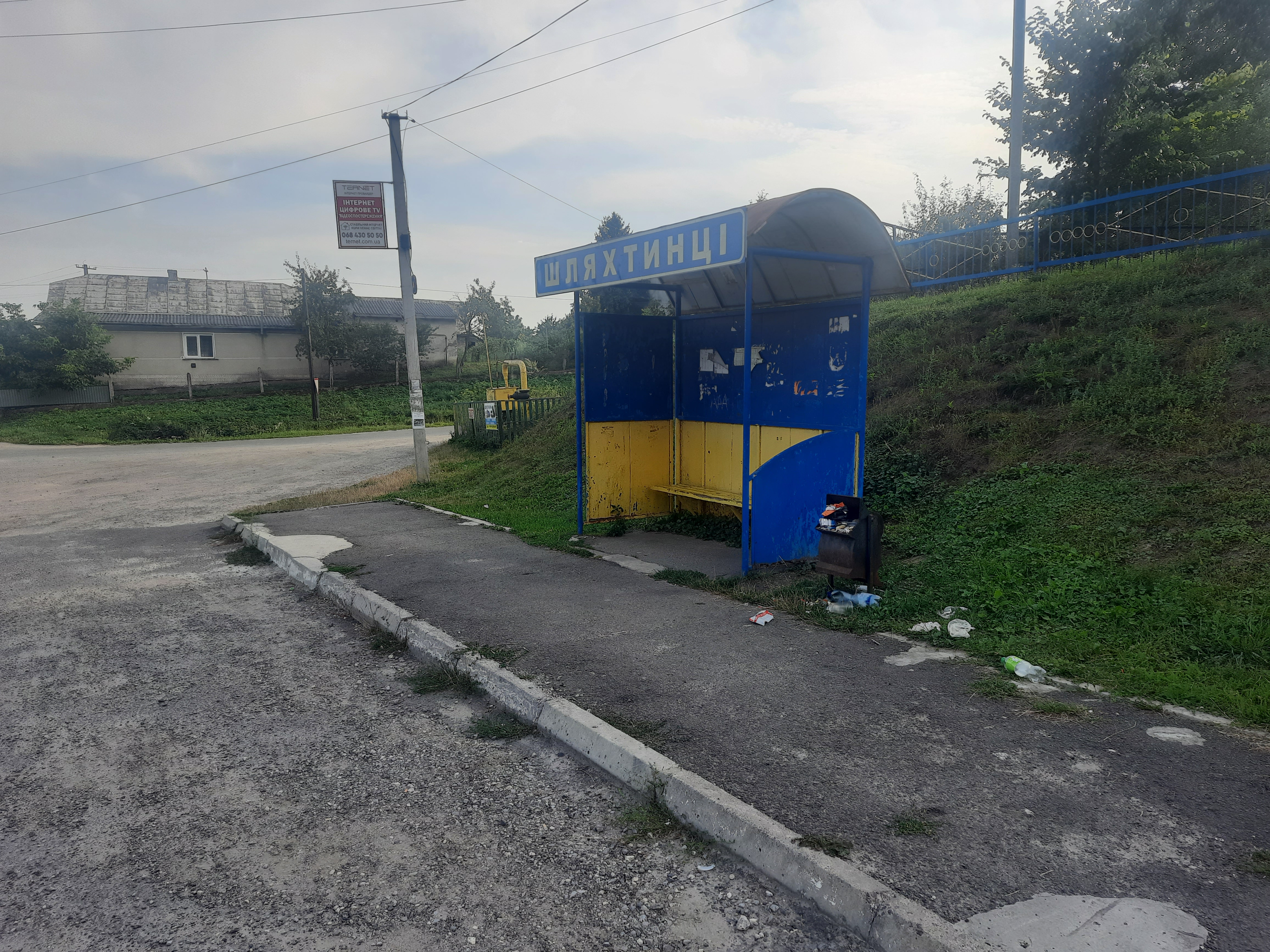
Автобусна зупинка

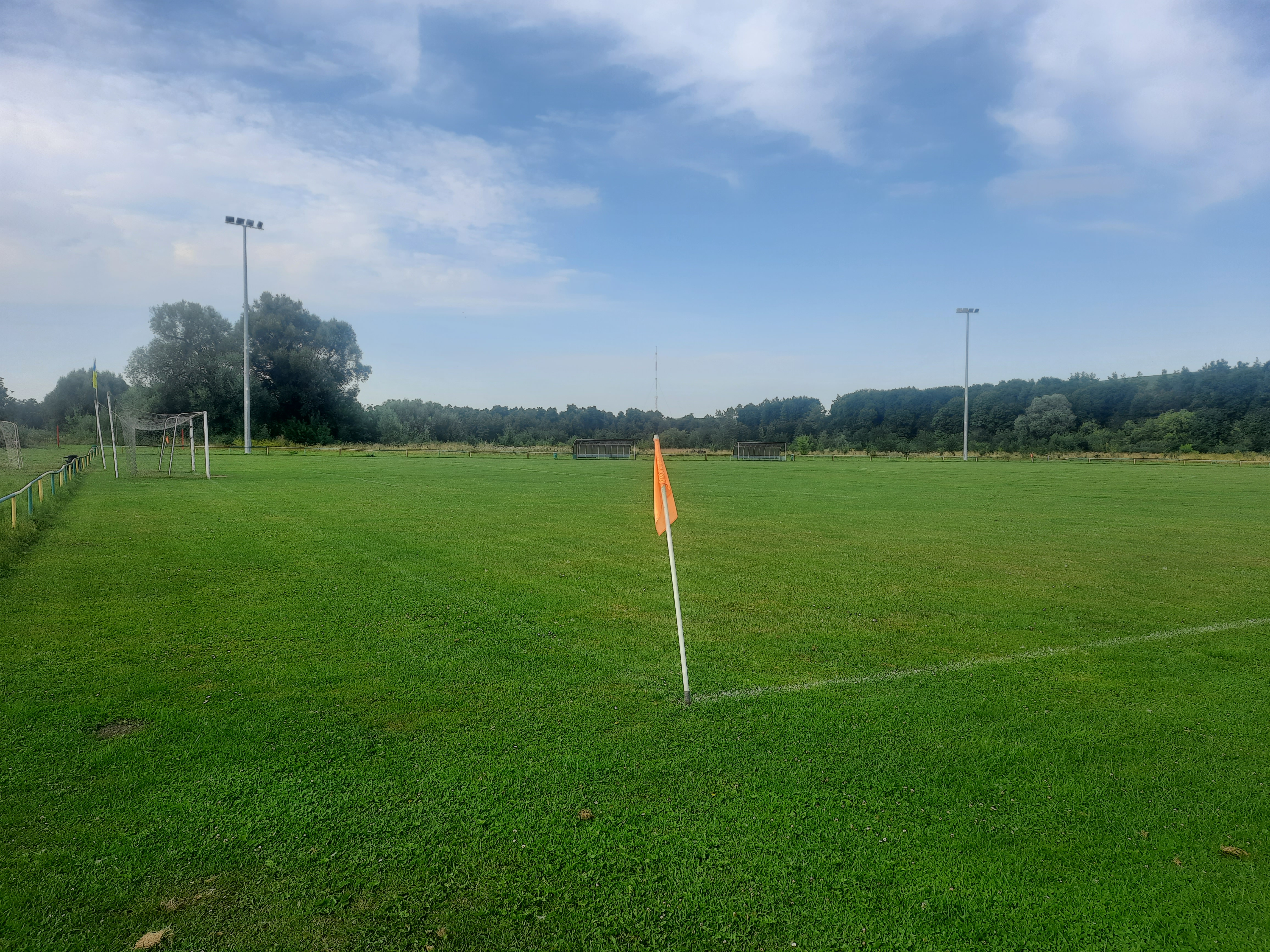
Стадіон

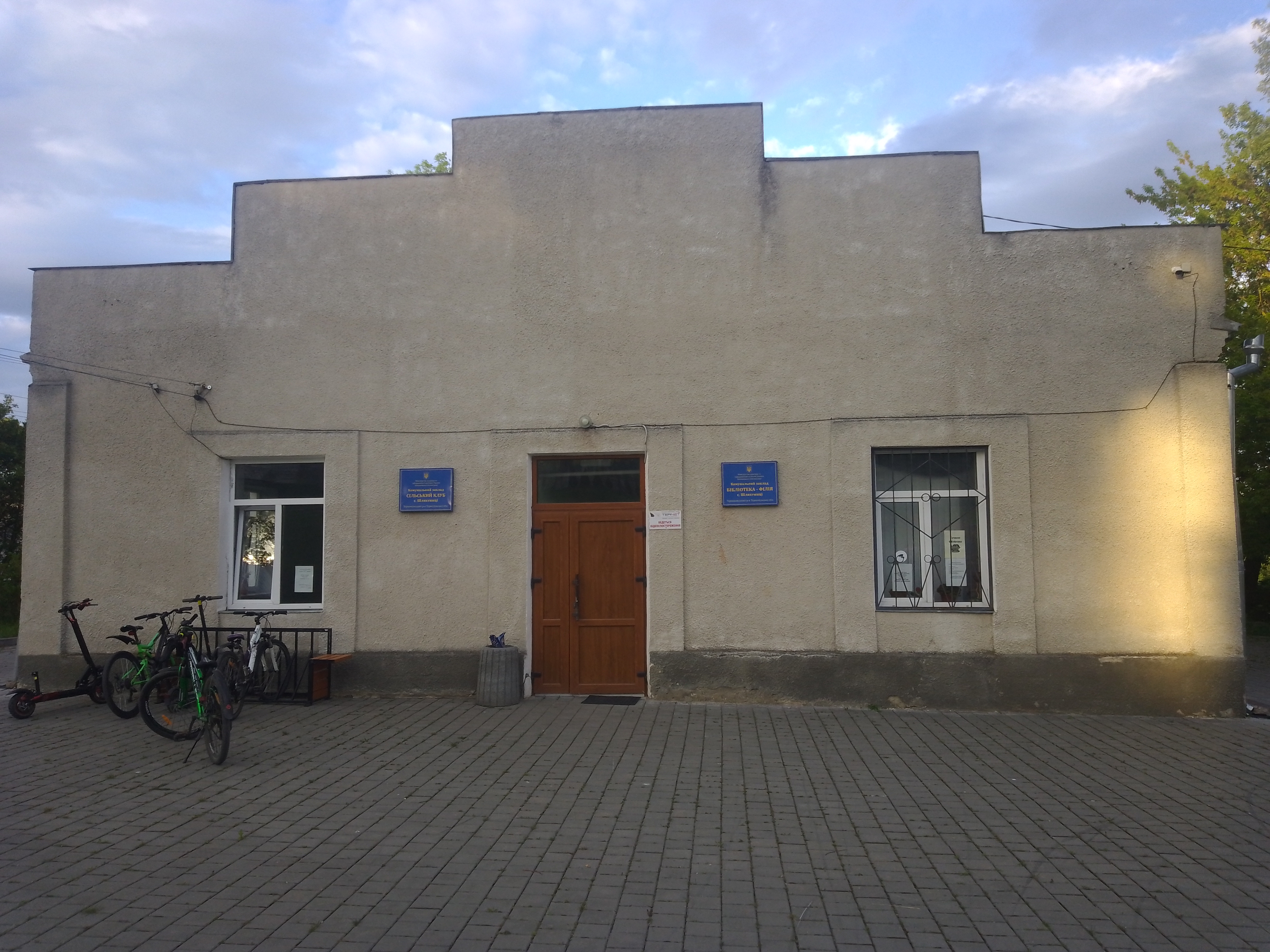
Клуб у Шляхтинцях

Шля́хтинці — село в Україні, у Байковецькій сільській громаді Тернопільського району Тернопільської області. Розміщене на річці Гніздечна в центрі району. До 2015 — центр сільради. До березня 1991 р. мало назву Гніздичка
Від вересня 2015 року ввійшло до складу Байковецької сільської громади.
Населення — 829 осіб (2023 рік).

## Назва
Походить, за переказами, від гори Шляхтин, що розташована поблизу населеного пункту.

## Географія
У селі є вулиці: Барвінського, Зелена, Лесі Українки, Невідома, Нова, Польова, Сонячна та Шевченка.

## Історія
Поблизу Шляхтинців виявлено археологічні пам'ятки пізнього палеоліту, мезоліту, західно-поділ. групи скіф. часу і давньорус. культури.
Так черняхівське поселення на схилі мису, на лівому березі ріки Гнізна, між Гніздичкою і Лозовою відкрите в 1971 році. Знайдено уламок кістяного гребеня, зібрано уламки гончарного посуду.
Знайдено уламки кераміки і дві залізні сокирки, що відносяться до давньоруського часу. Відкрив пам'ятку Б. М. Остапів.
Перша писемна згадка — 1463 р. як Шитнаківці. Згідно з актом поділу володінь між князями Збаразькими — Василієм, Семеном і Солтаном.
У XVI ст. поблизу села пролягав польсько-литовський кордон, до кінця XIX ст. біля Шляхтинців і Лозової зберігався прикордонний стовп, поділений на 4 частини: у верхній частині правої сторони було зображено голову вола, в нижній частинні — однораменний хрест; у верхній частині лівої сторони — двораменний хрест, у нижній частині — будинок.
У 1546 р. село — власність князів Острозьких. 1674 р. у церкву було придбане Євангеліє із записом: «Купилъ… Филипъ Мельникъ Шляхтинскій 1674 р. 25 Септ. за вол. Короля Михаила въ державь дідичной маєтности єго мил. князя Дмитрія Вишневецкого на Збаражъ Корибута на тенъ часъ державного пана Самуила Буковского и господина отца Григорія Яцковского».
У XVII ст. Шляхтинці — власність Потоцьких, від кінця цього ж століття — Баковських; у XIX ст. велика земельна власність належала Завадським і Дуніним-Борковським; від початку 20 ст. — Федоровичам (зокрема, Федоровича Володислава) і Малицьким. 1832 р. в селі проживали 556 осіб; душпастирював о. Григорій Барвінський; працювала парафіяльна школа, від 1850 р. — однокласна. У 1890 р. в Шляхтинцях — 885 жителів, із них 709 українців, 123 поляки, 53 євреї; функціонували фільварок, ґуральня, млин і 2 корчми.
За часів Австро-Угорщини діяли «Просвіта», «Сільський господар», «Союз українок», «Рідна школа» та інші українські товариства, кооператива.
В УСС і УГА воювали Степан Сердюк (підхорунжий, 1894—1988) та ін.
У 1921 р. в селі 122 будинки, 766 осіб. Діяли філії товариств «Просвіта» (кін. 19 ст.), «Січ» (поч. 20 ст.), «Луг», «Сільський господар», «Союз Українок», «Рідна школа», а також кооператива, аматорський драматичний гурток, оркестра і хор. Восени 1930 р. під час пацифікації поляки понищили майно українських установ, багатьох мешканців побили. Упродовж 1934—1939 рр. Шляхтинці належали до ґміни Лозова.
У серпні 1939 р. в М. Малицького та його дружини, письменниці Дарії Віконської гостював поет, літературознавець, есеїст, публіцист Євген Маланюк, про що він написав у спогадах «Дарія Віконська». 1940 р. у Казахстан були виселені Марія Балабан, Василь і Ганна Габлевичі, Текля Кисіль (Балабан), Марія і Микола Лаб'яки, Валерія Мозіль та ін. До німецько-радянської війни у селі був панський двір (18 ст.) і парк (7 га).
Під час німецько-радянської війни в Червоній армії загинули або пропали безвісти 31 уродженець села. Навесні 1944 р. поблизу села під час бою відзначився воїн Червоної армії, Герой Радянського Союзу Борис Кошечкін. В ОУН і УПА перебували, загинули, репресовані, симпатики цих об'єднань — понад 70 осіб, у тому числі районовий провідник ОУН, курінний політвиховник УПА Юліан Сердюк («Ярема»; 1913—1946); криївка була у хаті Стефанії Скринник (Балабан), у дивізії «Галичина» воювали Павло Гарак і Петро Ковалькевич.
5 січня 1948 р. у селі вояки УПА збирали по 20–30 людей і проводили протиколгоспну роз'яснювальну роботу. 13 січня 1948 р. під час спроби утворити колгосп більшовики побили за опір багатьох мешканців села. 13 лютого того ж року повстанці зруйнували приміщення сільської ради, наступного дня в селі створили колгосп, який розпався у березні того ж року; спроба більшовиків організувати колгосп на початку червня закінчилася невдачею, люди залишили свої будинки і переховувались у навколишніх селах; наприкінці червня більшовики знову утворили колгосп.
12 серпня 1948 р. у селі відбувся бій між трьома вояками УПА і дев'ятьма працівниками МВС і МДБ, під час якого двох більшовиків було вбито.
12 червня 2020 року, відповідно до розпорядження Кабінету Міністрів України № 724-р «Про визначення адміністративних центрів та затвердження територій територіальних громад Тернопільської області» увійшло до складу Байковецької сільської громади.
19 липня 2020 року, в результаті адміністративно-територіальної реформи та ліквідації Тернопільського району, село увійшло до складу новоутвореного Тернопільського району.

## Населення
За переписом населення України 2001 року в селі мешкало 847 осіб. 100 % населення вказало своєю рідною мовою українську.
Станом на 19 жовтня 2023 року в селі проживали 832 жителі.

## Символіка
Попередня символіка затверджена 21 грудня 2017 р. рішенням № 496 XXVIII сесії сільської ради VII скликання. Автори — С. В. Ткачов, К. М. Богатов. Сучасна символіка села була затверджена. рішенням сесії сільської ради.26 лютого 2021 року

### Герб
На лазуровому щиті золотий розширений хрест, супроводжуваний вгорі половиною дуги, завершеної стрілою, внизу підковою вушками догори. Щит вписаний у декоративний картуш і увінчаний золотою сільською короною. Унизу картуша написи «ШЛЯХТИНЦІ» і «1463».

### Прапор
На квадратному синьому полотнищі жовтий розширений хрест, супроводжуваний вгорі половиною дуги, завершеної стрілою, внизу підковою вушками догори.

### Тлумачення символіки
Герб символізує родину Барвінських (видозміна родового герба «Яструбець»), найвідоміших уродженців села. Корона означає статус населеного пункту. На прапорі повторюються кольори герба.

## Пам'ятки

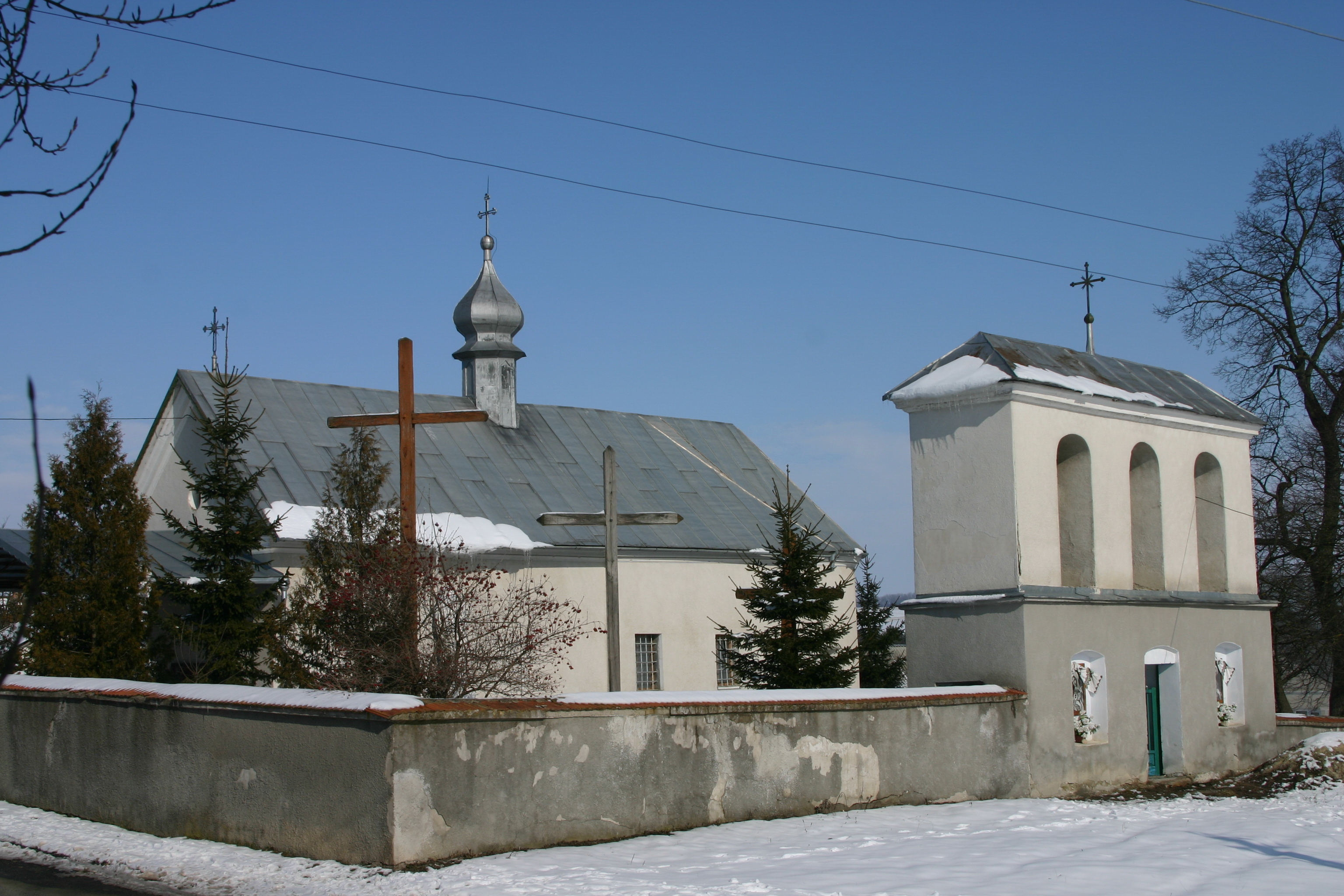
Церква св. Трійці в Шляхтинцях

- церква Пресвятої Трійці (1674 р., кам'яна),
- капличка Матері Божої (2011 р.),
- «фіґура».
- поблизу села є ботанічний заказник місцевого значення «Шляхтинецький».

## Пам'ятники

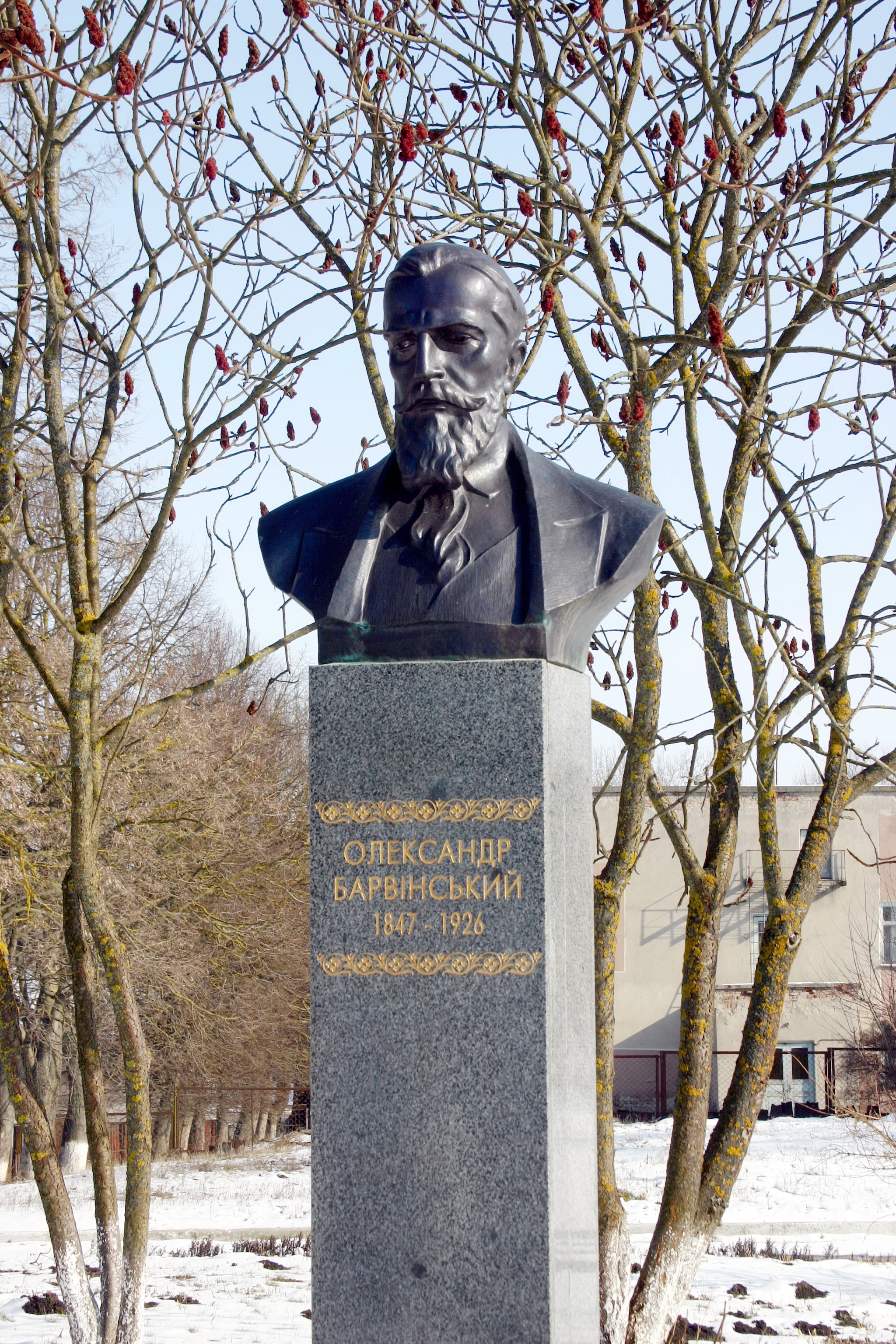
Пам'ятник Олександрові Барвінському

Споруджено пам'ятники воїнам-односельцям, полеглим у німецько-радянській війні, О. Барвінському встановлено пам'ятну таблицю (1997, скульп. Я. Голець) та пам'ятник (2005, скульптор Р. Вільгушинський), в центрі села насипано символічну могилу Борцям за волю України (1990-і) (на початку 2000-х рр. туди ж перенесли пам'ятник полеглим у німецько-радянській війні воїнам-односельцям); на місцевому цвинтарі встановлено хрест перепохованим воякам УПА із с. Лозова (1995 р.)..

## Соціальна сфера
Працюють загальноосвітня школа І-ІІ ступенів (від 1999 — імені О. Барвінського), клуб, бібліотека, ФАП, відділення зв'язку, торгові заклади.

## Відомі люди

### Народилися
- Василь, Григорій, Іван, Олександр, Осип Барвінські — громадсько-політичні, культурно-освітні діячі,
- Балабан Василь (30 грудня 1920) — інженер-механік, громадський діяч. Працював у США. Член Товариства українських інженерів Америки[11]
- Моргало Віктор — український військовик, учасник російсько-української війни[12].

### Проживали
- Іванна-Кароліна Федорович-Малицька (псевдонім Віконська Дарія) — українська письменниця, перекладачка, літературознавиця;
- Барвінський Григорій — священник, культурно-громадський діяч, етнограф;
- Левчук Микола — український історик, археолог, краєзнавець, педагог. Член ВУСК та НТШ;
- Малицький Микола — громадський діяч, педагог;
- Малицький Олександр — пастирював і тут похований;
- Михальчук Михайло — відомий фахівець в сфері сексології.

### Перебували
- Пантелеймон Куліш — український письменник.

### Проживають
- Мельник Микола Панасович — український художник, живописець[13].